# Купидон жалуется Венере
«Купидон жалуется Венере» (нем. Venus mit Amor als Honigdieb) — картина немецкого художника Лукаса Кранаха Старшего из собрания Лондонской национальной галереи. Картина не имеет даты, но предположительно написана в 1526—1527 годах.

## Сюжет и описание картины
Крылатый младенец Купидон стоит слева от дерева, на котором растут красные яблоки. В руках у него соты, возможно, извлеченные из отверстия в стволе дерева. На него нападают разъярённые пчёлы. Он жалуется своей матери Венере, которая стоит справа от него. Венера носит шляпу с перьями и поворачивается влево к купидону, держась одной рукой за ветку яблони над ней, а левой ногой опирается на другую. На камне под поднятой ногой Венеры изображён крылатый змей с кольцом во рту — геральдический знак, пожалованный Кранаху Фридрихом Мудрым в 1508 году. На Венере только шляпа из красно-золотой ткани, украшенная страусиными перьями, и два ожерелья: золотая цепь и украшенный драгоценностями чокер. Поза Венеры и яблоки напоминают картины Кранаха, изображающие Еву. На заднем плане слева среди деревьев прячутся пара оленей, а справа в воде отражаются укрепления на скалистом выступе и рядом с ним.
Мотив восходит к стихотворению «Keriokleptes» («Медовый вор») из Идиллий греческого поэта Феокрита, которое в начале XVI века было доступно в нескольких латинских переводах. В стихотворении рассказывается о том, как голодный Купидон проникает в улей, чтобы полакомиться мёдом, и подвергается нападению пчёл. Затем он жалуется матери, что маленькие существа причиняют ему сильную боль, и мать напоминает ему, что в детстве он тоже причинял людям сильную боль своими стрелами. Латинская надпись, использованная Кранахом на этой картине в правом верхнем углу небосвода, как и на других картинах на эту тему, перефразирует перевод Эрколе Строцци в первых двух строках, а для последних двух строк возможен перевод из виттенбергских гуманистов из окружения Филиппа Меланхтона.

## Анализ
Известно около 20 подобных работ Кранаха и его мастерской, от самой ранней датированной версии во дворце Гюстроу 1527 года до одной из коллекции Баррелла в Глазго, датированной 1545 годом, с фигурами в различных позах и отличающимися другими деталями. Кроме того, существует множество других картин, на которых изображены Венера с Купидоном без меда, а также несколько фрагментов, на которых изображены только Купидон или Венера. Ранние изображения Венеры и Купидона написанные Кранахом, например, ксилография 1506 года, известная в многочисленных копиях, или картина 1509 года хранящаяся в Эрмитаже, исключаются для датировки лондонской картины, так как по стилю и мотивам они сильно отличаются от неё. Самое раннее произведение Кранаха на тему Венеры с Купидоном в виде похитителя меда и пейзажем, как на лондонской картине, датируется 1527 годом и находится в фондах Государственного музея Шверина, экспонируясь с 2012 года в филиале в замке Гюстров. Подлинность этого варианта, тесно связанного с лондонской картиной по мотиву, оспаривается в некоторых кругах, но считается несомненным, что панно восходит по крайней мере к оригиналу кисти Кранаха 1527 года. Из-за близкого сходства двух изображений и стилистического сходства с «Семейством фавнов» в Лос-Анджелесе (Музей Гетти, инв. № 2003.100), лондонскую картину принято датировать незадолго до 1527 года. Самая поздняя дата написания — 1537 год, поскольку в этом году подпись Кранаха изменилась таким образом, что крылья змеи, которые до этого были прямо поставлены, как на лондонской картине, отныне изображались опущенными.
Венера и Амур, как и другие сюжеты, часто используемые Кранахом (Адам и Ева, Лукреция, Каритас, Суд Париса), предоставляла возможность для разнообразного изображения обнаженного женского тела, причем морализаторское наставление служило оправданием эротического содержания. Подобные сюжеты чаще встречаются в творчестве Кранаха в 1520—1525 годах с наступлением Реформации, когда объём заказов на алтарные образы сократился и мастерской Кранаха пришлось искать новых, частных покровителей.
Краска была нанесена на меловой грунт из порошкообразного карбоната кальция, скрепленного клеем, который был загрунтован белым свинцом. Намеки на красную подрисовку все еще видны. В качестве пигментов использовались азурит и свинцовые белила для голубого неба, свинцово-оловянно-жёлтый и патина для зелёных листьев, свинцовые белила с красным лаком и вермилионом для красных яблок, с жёлтыми бликами свинцово-оловянно-желтого цвета и черной подкраской.
В июне 1962 года братья Торп из Нью-Йорка перенесли картину на подставку, а заднюю часть облицевали красным деревом, чтобы она напоминала работу на деревянной доске. Теперь размеры полотна составляют 82,1 на 55,8 сантиметра. Она была очищена и отреставрирована в июле 1963 года.

## Провенанс
С 1963 года картина хранится в Лондонской национальной галерее. Местонахождение картины между 1909 и 1945 годами неясно. Известно, что до 1909 года картина принадлежала франкфуртскому коллекционеру Эмилю Гольдшмидту и была продана на аукционе Kunst-Auctions-Haus Рудольфа Лепке в Берлине неизвестному покупателю в апреле 1909 года. В апреле или мае 1945 года она была обнаружена в коллекции Германа Геринга. При сомнительных обстоятельствах она попала в руки американской журналистки Патриции Локридж Хартвелл. Она была подарена ей солдатом союзников, хотя согласно военному закону № 52, изданному в 1944 году, любая передача, будь то продажа или дарение, предметов искусства стоимостью свыше пятидесяти долларов США была запрещена.
В 1962 году Хартвелл продала картину галерее A. & E. Silberman в Нью-Йорке, которая в свою очередь в 1963 году продала её Лондонской национальной галерее. В ходе изучения фондов на предмет их происхождения, которое началось после Вашингтонской декларации 1998 года, было обнаружено неясное происхождение. Поскольку по английскому законодательству не существует срока давности на незаконное приобретение собственности, было установлено, что музей не имел права собственности на картину. Но законного владельца установить не удалось.